# Zhangsolvidae
Zhangsolvidae (лат.) — семейство вымерших насекомых из инфраотряда Stratiomyomorpha подотряда короткоусых двукрылых. Включает десять видов в составе пяти родов. Представители семейства жили в первой половине мелового периода, найдены на территории Китая, Южной Кореи, Бразилии, а также в испанском и бирманском янтарях. 
Отличительные признаки: длинный хоботок (в 1—4 раза длиннее головы), жилка C заканчивается в районе вершины крыла, жилка M1 сильно изогнута, жилка M3 впадает в CuA1 и CuA2 жилка в A1 рядом с краем крыла. Предполагается, что представители семейства могли быть опылителями голосеменных растений.